# Liste de films avec un vaisseau spatial volant extraterrestre
 (juin 2023).
Sont répertoriés ici les films où apparaissent un ou plusieurs véhicules spatiaux volants extraterrestres.
De cette liste sont exclus les films où apparaissent uniquement un ou plusieurs véhicules spatiaux conçus par l'être humain, comme c'est le cas dans Armageddon, Deep Impact, Sunshine, Starship Troopers, Alien, etc., ainsi que les films où apparaît uniquement un véhicule spatial extraterrestre qui ne vole pas, comme c'est le cas dans Contact.
| Film                                                                                                 | Réalisateur           | Année | Acteurs                                                                                 |
| --- | --------------------- | ----- | --------------------------------------------------------------------------------------- |
| Le Jour où la Terre s'arrêta (The Day the Earth Stood Still)                                         | Robert Wise           | 1952  | Michael Rennie, Patricia Neal, Hugh Marlowe                                             |
| La Guerre des mondes (The War of the Worlds)                                                         | Byron Haskin          | 1953  | Gene Barry, Ann Robinson, Les Tremayne                                                  |
| Les soucoupes volantes attaquent (Earth vs The Flying Saucers)                                       | Fred F. Sears         | 1956  | Hugh Marlowe, Joan Taylor, Donald Curtis                                                |
| Barbarella                                                                                           | Roger Vadim           | 1968  | Jane Fonda, John Phillip Law, Marcel Marceau                                            |
| The Rocky Horror Picture Show                                                                        | Jim Sharman           | 1975  | Tim Curry, Susan Sarandon, Barry Bostwick                                               |
| Les Visiteurs d'un autre monde (Return from Witch Mountain)                                          | John Hough            | 1977  | Bette Davis, Christopher Lee, Kim Richards                                              |
| Star Wars, épisode IV: Un nouvel espoir (Star Wars: Episode IV – A New Hope)                         | George Lucas          | 1977  | Mark Hamill, Harrison Ford, Carrie Fisher                                               |
| Rencontres du troisième type (Close Encounters of the Third Kind)                                    | Steven Spielberg      | 1978  | Richard Dreyfuss, François Truffaut, Teri Garr                                          |
| L'Invasion des soucoupes volantes (Starship Invasions)                                               | Ed Hunt               | 1978  | Robert Vaughn, Christopher Lee, Daniel Pilon                                            |
| Le Gendarme et les Extra-terrestres                                                                  | Jean Girault          | 1978  | Louis de Funès, Michel Galabru, Maurice Risch                                           |
| Star Wars, épisode V: L'Empire contre-attaque (Star Wars V: The Empire Strike Back)                  | Irvin Kershner        | 1980  | Mark Hamill, Harrison Ford, Carrie Fisher                                               |
| La Soupe aux choux                                                                                   | Jean Girault          | 1981  | Louis de Funès, Jean Carmet, Jacques Villeret                                           |
| E.T. l'extra-terrestre (E.T.: The Extra-Terrestrial)                                                 | Steven Spielberg      | 1982  | Henry Thomas, Dee Wallace, Robert MacNaughton                                           |
| Les envahisseurs sont parmi nous (Strange Invaders)                                                  | Michael Laughlin      | 1983  | Paul Le Mat, Nancy Allen, Diana Scarwid                                                 |
| Star Wars, épisode VI: Le Retour du Jedi (Star Wars VI: The Return of Jedi)                          | Richard Marquand      | 1983  | Mark Hamill, Harrison Ford, Carrie Fisher                                               |
| Cocoon                                                                                               | Ron Howard            | 1985  | Don Ameche, Wilford Brimley, Hume Cronyn                                                |
| Explorers                                                                                            | Joe Dante             | 1985  | Ethan Hawke, River Phoenix, Bobby Fite (en)                                             |
| Starman                                                                                              | John Carpenter        | 1985  | Jeff Bridges, Karen Allen, Charles Martin Smith                                         |
| La Folle Histoire de l'espace (film, 1987) (Spaceballs)                                              | Mel Brooks            | 1987  | Mel Brooks, John Candy, Rick Moranis                                                    |
| Predator                                                                                             | John McTiernan        | 1987  | Arnold Schwarzenegger, Carl Weathers, Elpidia Carrillo                                  |
| They live                                                                                            | John Carpenter        | 1988  | Roddy Piper, Keith David, Meg Foster                                                    |
| Communion                                                                                            | Philippe Mora         | 1989  | Christopher Walken, Lindsay Crouse, Frances Sternhagen                                  |
| Predator 2                                                                                           | Stephen Hopkins       | 1991  | Danny Glover, Kevin Peter Hall, Bill Paxton                                             |
| Visiteurs extraterrestres (Fire in the Sky)                                                          | Robert Lieberman      | 1993  | D. B. Sweeney, Robert Patrick, Craig Sheffer                                            |
| Stargate, la porte des étoiles(Stargate)                                                             | Roland Emmerich       | 1995  | Kurt Russell, James Spader, Alexis Cruz                                                 |
| Independence Day                                                                                     | Roland Emmerich       | 1996  | Will Smith, Bill Pullman, Jeff Goldblum                                                 |
| Mars Attacks!                                                                                        | Tim Burton            | 1997  | Jack Nicholson, Pierce Brosnan, Glenn Close                                             |
| Men in Black                                                                                         | Barry Sonnenfeld      | 1997  | Tommy Lee Jones, Will Smith, Linda Fiorentino                                           |
| Le Cinquième Élément (The Fifth Element)                                                             | Luc Besson            | 1997  | Bruce Willis, Milla Jovovich, Gary Oldman                                               |
| Sphère (Sphere)                                                                                      | Barry Levinson        | 1998  | Sharon Stone, Dustin Hoffman, Samuel L. Jackson                                         |
| The X-Files, le film (The X-Files, Fight the future)                                                 | Rob Bowman            | 1998  | David Duchovny, Gillian Anderson, Mitch Pileggi                                         |
| Star Wars, épisode I: La Menace fantôme (Star Wars I: The Phantom Menace)                            | George Lucas          | 1999  | Liam Neeson, Ewan McGregor, Natalie Portman                                             |
| Mission to Mars                                                                                      | Brian De Palma        | 2000  | Gary Sinise, Tim Robbins, Don Cheadle                                                   |
| Men in Black 2                                                                                       | Barry Sonnenfeld      | 2002  | Tommy Lee Jones, Will Smith, Rip Torn                                                   |
| Star Wars, épisode II: L'Attaque des clones (Star Wars II: The Clones Attack)                        | George Lucas          | 2002  | Hayden Christensen, Ewan McGregor, Natalie Portman                                      |
| Signes (Signs)                                                                                       | M. Night Shyamalan    | 2002  | Mel Gibson, Joaquin Phoenix, Rory Culkin                                                |
| Alien vs. Predator                                                                                   | Paul W.S. Anderson    | 2004  | Sanaa Lathan, Raoul Bova, Lance Henriksen                                               |
| H2G2: Le Guide du voyageur galactique                                                                | Garth Jennings        | 2005  | Martin Freeman, Mos Def, Sam Rockwell                                                   |
| Star Wars, épisode III: La Revanche des Sith (Star Wars III: Revenge of the Siths)                   | George Lucas          | 2005  | Hayden Christensen, Ewan McGregor, Natalie Portman                                      |
| La Guerre des mondes (War of the Worlds)                                                             | Steven Spielberg      | 2005  | Tom Cruise, Dakota Fanning, Justin Chatwin                                              |
| Aliens vs Predator: Requiem                                                                          | Greg et Colin Strause | 2008  | Steven Pasquale, Reiko Aylesworth, John Ortiz                                           |
| Le Jour où la Terre s'arrêta (The Day the Earth Stood Still)                                         | Scott Derrickson      | 2008  | Keanu Reeves, Jennifer Connelly, Kathy Bates                                            |
| Indiana Jones et le Royaume du crâne de cristal (Indiana Jones and the Kingdom of the Crystal Skull) | Steven Spielberg      | 2008  | Harrison Ford, Karen Allen, Cate Blanchett                                              |
| District 9                                                                                           | Neill Blomkamp        | 2009  | Jason Cope (en), Sharlto Copley                                                         |
| Prédictions (Knowing)                                                                                | Alex Proyas           | 2009  | Nicolas Cage, Rose Byrne, Chandler Canterbury                                           |
| Predators                                                                                            | Nimród Antal          | 2010  | Adrien Brody, Topher Grace, Laurence Fishburne, Alice Braga                             |
| Skyline                                                                                              | Greg et Colin Strause | 2010  | Eric Balfour, Scottie Thompson, Donald Faison, David Zayas                              |
| Cowboys et Envahisseurs (Cowboys and Aliens)                                                         | Jon Favreau           | 2011  | Daniel Craig, Olivia Wilde, Harrison Ford                                               |
| Extraterrestre                                                                                       | Nacho Vigalondo       | 2011  | Michelle Jenner, Carlos Areces, Julián Villagrán                                        |
| Paul                                                                                                 | Greg Mottola          | 2011  | Simon Pegg, Nick Frost, Jason Bateman, Kristen Wiig                                     |
| Transformers 3: La Face cachée de la Lune (Transformers: Dark Of The Moon)                           | Michael Bay           | 2011  | Shia LaBeouf, Rosie Huntington-Whiteley, Tyrese Gibson                                  |
| Super 8                                                                                              | J. J. Abrams          | 2011  | Joel Courtney, Elle Fanning, Kyle Chandler                                              |
| World Invasion: Battle Los Angeles                                                                   | Jonathan Liebesman    | 2011  | Aaron Eckhart, Michelle Rodríguez, Ramon Rodriguez                                      |
| Alien Armageddon                                                                                     | Neil Johnson (en)     | 2011  | Katharine Lee McEwan (en), Don Scribner (de), Rochelle Vallese                          |
| John Carter                                                                                          | Andrew Stanton        | 2012  | Taylor Kitsch, Lynn Collins, Willem Dafoe                                               |
| Battleship                                                                                           | Peter Berg            | 2012  | Alexander Skarsgård, Liam Neeson, Taylor Kitsch, Rihanna                                |
| Alien Dawn                                                                                           | Neil Johnson (en)     | 2012  | Rachelle Dimaria, Brooke Lewis Bellas (en), Alex Bell                                   |
| Prometheus                                                                                           | Ridley Scott          | 2012  | Noomi Rapace, Michael Fassbender, Charlize Theron                                       |
| UFO                                                                                                  | Dominic Burns (en)    | 2012  | Bianca Bree, Sean Brosnan, Jean-Claude Van Damme                                        |
| After Earth                                                                                          | M. Night Shyamalan    | 2013  | Will Smith, Jaden Smith                                                                 |
| Man of Steel                                                                                         | Zack Snyder           | 2013  | Henry Cavill, Michael Shannon, Kevin Costner, Russell Crowe                             |
| Thor: Le Monde des ténèbres (Thor: The Dark World)                                                   | Alan Taylor           | 2013  | Chris Hemsworth, Natalie Portman, Anthony Hopkins                                       |
| La Stratégie Ender (Ender's Game)                                                                    | Gavin Hood            | 2013  | Asa Butterfield, Harrison Ford                                                          |
| Transformers: L'Âge de l'extinction (Transformers: Age Of Exctinction)                               | Michael Bay           | 2014  | Mark Wahlberg, Nicola Peltz, Stanley Tucci                                              |
| Extraterrestrial                                                                                     | Colin Minihan (it)    | 2014  | Brittany Allen, Freddie Stroma, Melanie Papalia                                         |
| Star Wars, épisode VII: Le Réveil de la Force (Star Wars: The Force Awakens)                         | J. J. Abrams          | 2015  | Daisy Ridley, John Boyega, Harrison Ford                                                |
| Independence Day: Resurgence                                                                         | Roland Emmerich       | 2016  | Liam Hemsworth, Jeff Goldblum, Charlotte Gainsbourg                                     |
| Premier Contact (Arrival)                                                                            | Denis Villeneuve      | 2016  | Amy Adams, Jeremy Renner, Forest Whitaker                                               |
| Rogue One: A Star Wars Story                                                                         | Gareth Edwards        | 2016  | Felicity Jones, Diego Luna, Ben Mendelsohn                                              |
| Star Wars, épisode VIII: Les Derniers Jedi (Star Wars: Episode VIII – The Last Jedi)                 | Rian Johnson          | 2017  | Daisy Ridley, John Boyega, Oscar Isaac                                                  |
| Star Wars, épisode IX: L'ascension de Skywalker (Star Wars Episode IX - The Rise of Skywalker)       | J. J. Abrams          | 2019  | Daisy Ridley, John Boyega, Oscar Isaac                                                  |
| Dune: Première partie (Dune: Part One)                                                               | Denis Villeneuve      | 2021  | Timothée Chalamet, Rebecca Ferguson, Oscar Isaac, Josh Brolin, Zendaya                  |
| Dune, deuxième partie (Dune: Part Two)                                                               | Denis Villeneuve      | 2024  | Timothée Chalamet, Zendaya, Rebecca Ferguson, Josh Brolin, Austin Butler, Florence Pugh |